# Aeneas Mackintosh
Aeneas Lionel Acton Mackintosh (1 de julio de 1879 – 8 de mayo de 1916) fue un oficial de la Marina Mercante Británica y explorador de la Antártida, participando en dos expediciones polares organizadas por Sir Ernest Shackleton, la Expedición Nimrod (1907-09) y la Expedición Imperial Trans-Antártica (1914-17). Fue segundo oficial del Nimrod, después se le asignó al equipo de tierra de la expedición, pero su participación fue muy breve, pues sufrió un accidente mientras cargaba equipos en un barco, perdiendo el ojo derecho. Abandonó la expedición y regresó a Nueva Zelanda, y aun así su voluntad y determinación habían impresionado a Shackleton. Este le nombró en 1914 capitán del Aurora y jefe del equipo del mar de Ross, un grupo de la Expedición Imperial Trans-Antártica encargado de preparar depósitos de suministros por la ruta de llegada de los expedicionarios que cruzarían el continente desde el mar de Weddell pasando por el Polo Sur.
El equipo del mar de Ross tuvo que enfrentarse a multitud de problemas de tipo organizativo y a muchos infortunios, lo cual puso a prueba a Mackintosh hasta más allá de los límites de su capacidad. En las etapas finales del viaje principal que realizaron arrastrando trineos para colocar depósitos de suministros a lo largo de la Barrera de hielo de Ross, la dureza de la experiencia hizo que se derrumbase tanto física como mentalmente y tuvo que ceder la dirección del grupo a su subordinado Ernest Joyce, pero no antes de haberse asegurado de que todos los depósitos planeados se habían establecido. En peligro de muerte a causa del escorbuto y del agotamiento que padecía, fue llevado gracias a los esfuerzos combinados de Joyce, Ernest Wild y de Dick Richards al refugio levantado en la península de Hut Point. Ya recuperado, decidió, temerariamente, dado el frágil estado del hielo, trasladarse a pie desde Hut Point al cabo Evans, donde se encontraba la base principal a 21 km de distancia al otro lado de la bahía Erebus, que está en la isla de Ross en la zona del estrecho de McMurdo. Nunca más se le volvió a ver ya que desapareció junto con su compañero de viaje Victor Hayward durante una tormenta de nieve que se produjo inesperadamente mientras marchaban.
Debido al hecho de que no se habían realizado a tiempo los trabajos de preparación de la expedición en Australia y a las restricciones financieras impuestas por Shackleton, la expedición al mar de Ross comenzó tarde y rodeada de muchas confusiones. Esto, justamente o no, se reflejó en la percepción que tenía la tripulación sobre las capacidades de liderazgo de Mackintosh. Al parecer, carecía de habilidad para tratar con el público y la prensa, y además su estilo de mando jerárquico y sus maneras reservadas, no ayudaron a establecer buenas relaciones con la mayoría de sus hombres. Los cronistas le describieron más tarde como descuidado, errático y propenso a los accidentes. Por otra parte ha sido reconocido por Lord Shackleton, el hijo del explorador, como uno de los héroes de la expedición, junto con Joyce y Richards. Shackleton mismo escribió que Mackintosh tenía una voluntad de hierro, añadiendo que había "muerto por su país como cualquiera de los que dieron sus vidas en los campos de Flandes o Francia".

## Infancia y juventud
Mackintosh nació en Tirhut, India, el 1 de julio de 1879. Fue uno de seis hijos (cinco hijos y una hija) de un plantador escocés de índigo, Alexander Mackintosh, que era descendiente de los jefes del clan Chattan. Aeneas, en su momento, fue designado heredero de la jefatura del clan y de la antigua sede en Inverness que a ella pertenecía. Su privilegiada situación entre los inmigrantes británicos colonialistas podría explicar algunas de las dificultades que más tarde tendría en el trato con sus subordinados; su amigo y también explorador antártico el capitán John King Davis se refirió a él como un "Sahib". Cuando su madre, Annie Mackintosh, regresó repentinamente a Gran Bretaña, se llevó a sus hijos con ella, tras lo cual el padre desaparece de la historia familiar. De vuelta en Gran Bretaña, Mackintosh asistió a la escuela pública de Bedford. Siguió después el mismo camino que recorrió Shackleton, abandonando la escuela a los 15 años de edad para irse a navegar. Tras un duro aprendizaje para oficial de la marina mercante, se incorporó a la Compañía P y O, permaneciendo en esa compañía hasta que fue reclutado por Shackleton en 1907. En 1908 fue inscrito como subteniente en la reserva naval.

## Expedición Nimrod

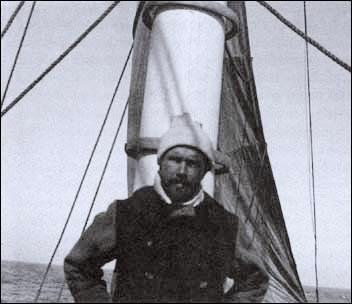
Aeneas Mackintosh en 1907.

La Expedición Nimrod, 1907-1909, fue la primera de las tres expediciones antárticas dirigidas por Ernest Shackleton. El objetivo de la expedición era, según lo declarado por Shackleton, "avanzar por el cuadrante de Ross en la Antártida con el fin de alcanzar el Polo Sur geográfico y el Polo Sur magnético". No hay constancia de cómo ni donde se encontraron por primera vez Shackleton y Mackintosh ni tampoco de la manera como fue pactado el nombramiento de Mackintosh como segundo oficial del Nimrod. Sin embargo, parece ser que Mackintosh se ganó muy pronto la confianza de Shackleton, impresionando también al resto de expedicionarios con algunas de sus cualidades, como su voluntad y determinación. Mientras el Nimrod estaba aun en Nueva Zelanda antes de partir hacia el sur, Shackleton destinó a Mackintosh al equipo de tierra.

### El accidente
El 31 de enero de 1908, no mucho después de la llegada del Nimrod a la Antártida, Mackintosh estaba ayudando a cargar unos materiales de un trineo al barco, cuando un gancho que colgaba de la cubierta le golpeó en su ojo derecho quedando muy malherido. Inmediatamente fue trasladado al camarote del capitán, donde ese día, el médico de la expedición Eric Marshall le operó para extraerle el ojo accidentado utilizando para ello un equipo quirúrgico en parte improvisado. Marshall quedó profundamente impresionado por su fortaleza. Este accidente le supuso a Mackintosh el abandonar la expedición, pues fue necesario su regreso a Nueva Zelanda para continuar con el tratamiento médico. Mackintosh, por lo tanto, no tomó parte en ninguno de los principales acontecimientos de la expedición, pero regresó al sur con el Nimrod en enero de 1909 y pudo participar en sus etapas finales.

### Perdidos en el hielo
El 1 de enero de 1909, el Nimrod, en su viaje de regreso al sur, quedó detenido por el hielo a 40 km de la base de la expedición en la costa del cabo Royds. Mackintosh decidió realizar una marcha sobre el hielo para transportar el correo a tierra. Así comenzó lo que el historiador polar Beau Riffenburgh describe como "lo más irreflexivo que se hizo durante toda la expedición".
El grupo que abandonó el buque en la mañana del 3 de enero, estaba formado por Mackintosh y tres marineros y arrastraban un trineo en el que llevaban los suministros y una gran cantidad de correspondencia. Dos marineros volvieron pronto al barco, mientras que Mackintosh y un compañero continuaron adelante. Por la noche acamparon en el hielo y a la mañana siguiente vieron que el hielo a su alrededor se había roto, quedando flotando en el mar. Esperaron desesperados hasta que el movimiento del hielo les llevó hasta la lengua de un pequeño glaciar al que se trasladaron y donde acamparon varios días para recuperar la vista, dado que estaban afectados por la ceguera de las nieves. Cuando pudieron ver bien, se dieron cuenta de que cabo Royds era visible desde donde estaban, pero el hielo de mar había desaparecido. Tras una nueva espera, decidieron llegar a la base por tierra de la isla de Ross, una empresa sumamente peligrosa debido a su completa falta de experiencia y de equipo.
El 11 de enero partieron, siendo las siguientes 48 horas una aterradora lucha a través de un terreno hostil, con profundas grietas y ventisqueros. Pronto se vieron obligados a abandonar todo su equipo y los suministros. En un momento dado, para poder continuar, tuvieron que ascender por una montaña hasta los 900 m y desde su cumbre deslizarse por la vertiente opuesta. Tras otras 24 horas andando sin rumbo en la niebla, se encontraron por casualidad con Bernard Day, uno de los miembros del equipo de tierra que se encontraba a poca distancia del refugio. Más tarde, los del barco recuperaron la correspondencia abandonada. Este episodio fue como un anticipo del fatal viaje a pie por el hielo que realizó siete años más tarde. John King Davis comentó: "Mackintosh fue siempre un hombre propenso a meterse en dificultades, esta vez se salió con la suya".
Sin desanimarse por esa experiencia, Mackintosh enseguida se unió a Ernest Joyce y otros en un viaje a través de la Barrera de hielo de Ross hasta Minna Bluff para establecer un depósito de suministros para Shackleton. El 3 de marzo, mientras paseaba por la cubierta del Aurora, Mackintosh vio una bengala sobre Hut Point, indicaba la llegada del equipo del sur de Shackleton, que regresaba de su caminata hasta los 88°23′ S.
Mackintosh regresó a Inglaterra en junio de 1909. Tras presentarse en su empresa, la naviera P & O, se le informó que debido a su deficiencia visual había sido despedido. Esto le dejó sin nada que hacer, por lo que a principios de 1910 aceptó acompañar a Douglas Mawson, geólogo de la expedición Nimrod, en un viaje a Hungría, para peritar un posible yacimiento de oro que Shackleton esperaba que sería la base de un lucrativo negocio. A pesar de que Mawson informó sobre el yacimiento favorablemente, al final no prosperó el negocio. Mackintosh más tarde lanzó su propia expedición de caza de tesoros a la isla del Coco en la costa del Pacífico de Panamá, pero de nuevo volvió a casa con las manos vacías.
En febrero de 1912 se casó con Gladys Campbell, y se empleó como secretario ayudante de la Imperial Merchant Service Guild en Liverpool. El trabajo nunca le satisfizo, llegando a expresar a un amigo sus ambiciones: "Siento que no he pasado de la iniciación, me gustaría volver para terminar, para bien o para mal."

## Equipo del mar de Ross

### Dificultades iniciales

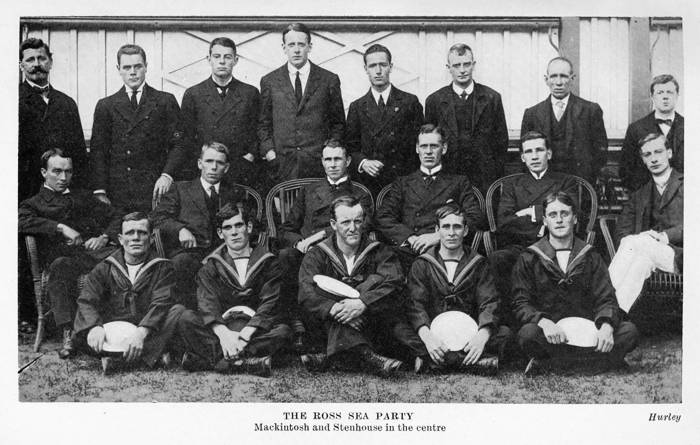
Miembros del equipo del mar de Ross, fotografiados en Australia. Mackintosh está sentado en la fila de en medio, tercero desde la izquierda. Ernest Joyce está de pie en la fila de atrás, en el extremo izquierdo. Arnold Spencer-Smith es el más alto en el centro de la fila de atrás.

Mackintosh aceptó inmediatamente la invitación de Shackleton para unirse a la Expedición Imperial Trans-Antártica, originalmente como uno de los integrantes del grupo que cruzaría el continente desde el mar de Weddell. Después, sin embargo, fue nombrado capitán del Aurora, barco de apoyo a la parte final de la travesía de la Antártida, y también se le encargó dirigir el equipo del mar de Ross, después de que otro miembro de la expedición Nimrod, Eric Marshall, renunciase al nombramiento. La tarea del equipo del mar de Ross era establecer una serie de depósitos en toda la Gran Barrera de Hielo, para quienes vendrían cruzando el continente desde el otro lado, el mar de Weddell. Shackleton la consideraba como una mera tarea de rutina.
Mackintosh llegó a Australia en noviembre de 1914 para asumir sus funciones, y de inmediato se enfrentó a grandes problemas. Sin previo aviso, Shackleton redujo los fondos destinados al equipo del mar de Ross de 2.000£ (equivalentes en 2008 a alrededor de 80.000£) a 1.000£; Mackintosh recibió instrucciones para "conseguir lo que usted pueda como regalo", además de hipotecar el barco de la expedición para disponer de más dinero. A continuación, se puso de manifiesto que la compra del Aurora no había sido debidamente realizada, lo que supuso un retrasó cuando Mackintosh intentó formalizar la hipoteca del navío. Lo peor de todo era que el Aurora no podría viajar a la Antártida sin hacerle previamente grandes reparaciones, lo que requirió recurrir a la ayuda del gobierno australiano que estaba en esos momentos exasperado con el descontrol en la organización de la expedición originado por la imprevisión de Shackleton y la falta de fondos. El tener que hacer frente a tantas dificultades en un plazo de tiempo tan limitado causó una gran ansiedad a Mackintosh, a lo que se añadió el lío que se organizó por su escasa habilidad para las relaciones públicas, sobre todo con la prensa, lo que provocó entre el público australiano "una sensación desagradable en lo que respecta a la Expedición". El reclutamiento de la tripulación y del personal científico fue también un problema, los nombramientos del último minuto conformaron un equipo con una terrible falta de experiencia de la Antártida.

### Colocación de depósitos, 1.ª temporada

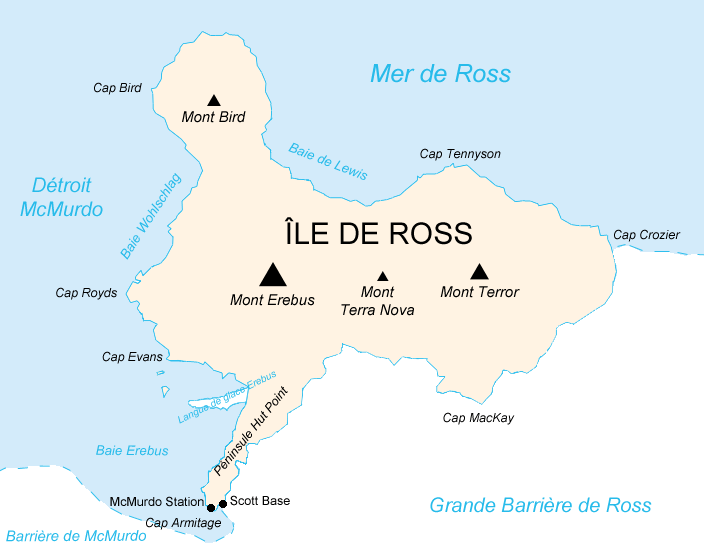
Mapa de la zona del estrecho de McMurdo, con la isla de Ross, el cabo Evans, la lengua del glaciar Tongue en la bahía Erebus y Hut Point.

El Aurora finalmente salió de Hobart, Tasmania, el 24 de diciembre de 1914, y llegó al estrecho de McMurdo el 16 de enero de 1915, estableciéndose la expedición en la antigua base del capitán Scott en el cabo Evans. Mackintosh decidió que los viajes con trineo para establecer depósitos de suministros en los 79° y 80° S debían comenzar de inmediato y ambos depósitos a la vez, pues creía que Shackleton intentaría el cruce del continente esa primera temporada. Ernest Joyce, el único miembro del equipo del mar del Ross con experiencia en viajes antárticos, protestó alegando que tanto los hombres como los perros necesitaban tiempo para aclimatarse y entrenarse, pero no se le hizo caso. Mackintosh dirigió el viaje para colocar los depósitos durante los meses de enero a marzo de 1915, se produjeron una serie de incidentes que, en cierto modo, justificaban los temores de Joyce. Una ventisca retrasó su inicio, un trineo a motor se rompió después de unos pocos kilómetros de viaje, y Mackintosh y su grupo se extraviaron viajando sobre el hielo marino. La mayoría de los suministros no llegaron a los depósitos, pues debían ir abandonándolos sobre el hielo para aligerar los trineos debido al agotamiento. Mackintosh insistió en que los perros arrastrasen los trineos hasta los 80.ºS a pesar de las protestas de Joyce y todos ellos murieron en el viaje de regreso. Los hombres estaban agotados y con congelaciones y cuando llegaron de vuelta a Hut Point se quedaron allí aislados porque no podían cruzar hasta cabo Evans por el mal estado del hielo del estrecho. Después de esta experiencia, la confianza del grupo en el liderazgo de Mackintosh era muy baja y comenzaron a abundar las disputas.

### Viaje a la deriva delAurora

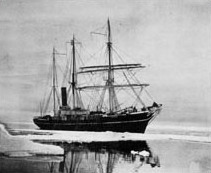
El Aurora, barco de la expedición.

Cuando Mackintosh y su grupo pudieron finalmente salir de Hut Point y llegar a la base de cabo Evans a mediados de junio, se enfrentaron a una nueva crisis. El Aurora había desaparecido de su fondeadero, el 7 de mayo se rompieron las amarras en una tormenta y fue arrastrado a la deriva empotrado en el hielo sin posibilidad de maniobrar. Con él se llevó a sus 18 tripulantes y la mayor parte del equipo y de los suministros del grupo que estaba en la costa. El estado de los hielos marinos y la proximidad del invierno hacían muy improbable su regreso. El 26 de junio se reunieron los 10 miembros del grupo y Mackintosh hizo un resumen de la situación. En ausencia del buque, su tarea consistiría en recuperar todos los suministros utilizables que habían quedado allí tras la "pródiga" expedición de Scott, debían improvisar ropa y equipo con los materiales abandonados, y prepararse lo mejor posible para los viajes de colocación de depósitos que realizarían la próxima temporada. Sería necesario, según Mackintosh, realizar "una hazaña para cumplir su misión, el mayor viaje polar hecho hasta el momento". Todo el grupo se comprometió a apoyar sin reservas ese esfuerzo, y Joyce, normalmente el más crítico con Mackintosh, anotó en su diario que "el capitán estuvo brillante utilizando sus mejores armas para animarles y estimularles ".

### Colocación de depósitos, 2.ª temporada

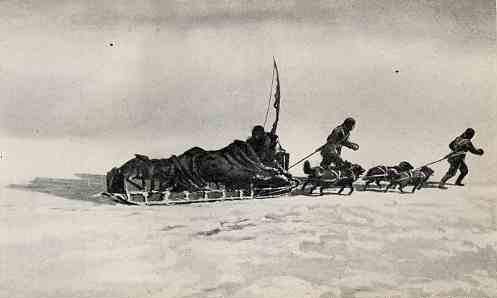
Spencer-Smith y Mackintosh son transportados en un trineo.

La segunda temporada, 1915-1916, de colocación de depósitos, se inició en septiembre de 1915. Uno de los hombres hubo de permanecer en cabo Evans por si regresaba el barco, los otros nueve comenzaron a arrastrar, por la barrera de hielo, trineos cargados de suministros. Un grupo de tres hombres regresó a la base porque se les estropeó un hornillo Primus, sin la cual no podían preparar la comida. Los otros seis hombres, dirigidos por Mackintosh, realizaron la parte final de la misión, la colocación de una línea de depósitos desde los 80.ºS al glaciar Beardmore. Para enero de 1916, la salud de Mackintosh estaba muy deteriorada, mostrando los primeros síntomas del escorbuto, pero insistió en continuar hasta que el último depósito quedase instalado. A la vez, Arnold Spencer-Smith, el capellán y fotógrafo del equipo, se había derrumbado y hubo que transportarlo en el trineo, Mackintosh, en una demostración de lo que Shackleton denominaba su "voluntad de hierro" rechazó la sugerencia de quedarse con el inválido mientras los demás continuaban adelante. El 26 de enero de 1916 quedó instalado el último de los depósitos a los pies del glaciar de Mount Hope, a los 83°45′ S.
En marzo, durante el viaje de regreso a la base, Spencer-Smith tuvo que ser llevado en el trineo. Mackintosh, incapaz de tirar, andaba a su lado tambaleándose y la responsabilidad del viaje de regreso recayó en manos de Joyce. Como los efectos del escorbuto se hacían notar, de vez en cuando Mackintosh se subía al trineo junto a Spencer-Smith. Siempre viajando hacia el norte para ponerse a salvo, incluso los cuatro más fuertes, Joyce, Ernest Wild, Dick Richards y Victor Hayward se estaban viendo afectados por las congelaciones, la ceguera de la nieve y un incipiente escorbuto. El 9 de marzo, ya próximos a la seguridad de Hut Point, Spencer-Smith falleció.
Richards, Wild y Joyce lucharon por llegar a Hut Point con Hayward a su lado que estaba ya muy débil, a Mackintosh lo habían dejado solo en una tienda hasta que pudiesen regresar por él. El 18 de marzo los cinco supervivientes estaban en el refugio de Hut Point habiendo cumplido las órdenes de Shackleton en su totalidad.

### Desaparición

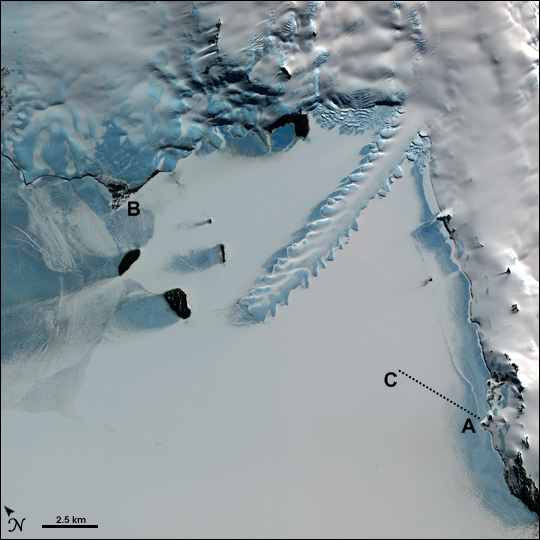
El 8 de mayo de 1916, Aeneas Mackintosh y Victor Hayward, miembros del equipo del mar de Ross, iniciaron un viaje a pie para ir desde Hut Point (A), cruzando sobre el hielo hasta cabo Evans (B). Desaparecieron en la zona indicada con una C, y no se encontró ya rastro de ellos a partir de ese punto y nunca fueron encontrados.

Gracias a la carne fresca de foca, los supervivientes fueron recuperándose lentamente pero no pudieron completar el viaje hasta la base de cabo Evans debido a la inestable situación de los hielos marinos. Las condiciones en Hut Point eran sombrías y deprimentes, con una dieta a base únicamente de carne de foca y sin ninguna de las comodidades normales. Mackintosh en particular, encontraba la miseria del refugio de Hut Point intolerable, y le asustaba la posibilidad de que siguiendo allí, atrapados en Hut Point, no pudiesen subir al barco cuando regresase. Estando ya recuperado, Mackintosh se puso a reconocer el terreno junto con Hayward, y el 8 de mayo de 1916 comunicó a sus compañeros que él y Hayward estaban dispuestos a arriesgarse a realizar una marcha sobre el hielo marino hasta cabo Evans, fue advertido por los demás del peligro y le aconsejaron que no realizase el viaje, pero no hicieron caso e iniciaron la marcha ligeros de equipaje.
Poco después de abandonar el refugio, se desató una gran tormenta de nieve por la zona de Hut Point que duró dos días. Cuando la tormenta amainó, Joyce y Richards siguieron las marcas de su paso, que aun eran visibles, hasta una gran grieta en la que desaparecían las huellas. Ni Mackintosh ni Hayward llegaron a cabo Evans y no se halló ni rastro suyo en las amplias búsquedas que Joyce, Richards y Wild hicieron tras llegar finalmente a Cabo Evans en junio. La búsqueda de los cuerpos continuó, incluso tras la llegada del Aurora en enero de 1917. Todo indica que Mackintosh y Hayward cayeron por alguna grieta en el hielo, o que quedaron en algún témpano que la tormenta arrastró al mar alejándoles de la costa.

## Epílogo
Los diarios de Mackintosh escritos durante la expedición y que abarcan hasta el 30 de septiembre de 1915, no se han publicado, y están depositados en el Instituto Scott de investigaciones polares. Entre las fuentes disponibles sobre el equipo del mar de Ross, las dos principales para los historiadores son los diarios de Joyce, publicados en 1929 con el título The South Polar Trail, y el relato de Richard W. Richards titulado The Ross Sea Shore Party 1914-17. La figura de Mackintosh no está muy bien tratada en ninguno de ellos, especialmente en el parcial relato de Joyce que un comentarista ha descrito como “auto ensalzamiento épico”. Joyce es generalmente mordaz al hablar del liderazgo de Mackintosh, en su diario escribió: "Nunca, en toda mi vida, había visto a todo un idiota dirigiendo un equipo de hombres". Richards, en su relato, es más breve y directo, pero décadas más tarde, cuando ya era el único miembro de la expedición aún con vida (murió en 1985, a la edad de 91 años), dijo que Mackintosh, en la colocación de depósitos de marzo, estuvo "tremendamente lamentable", que había "perdido del todo el valor", y que su fatal viaje a pie sobre el hielo fue un "suicidio".

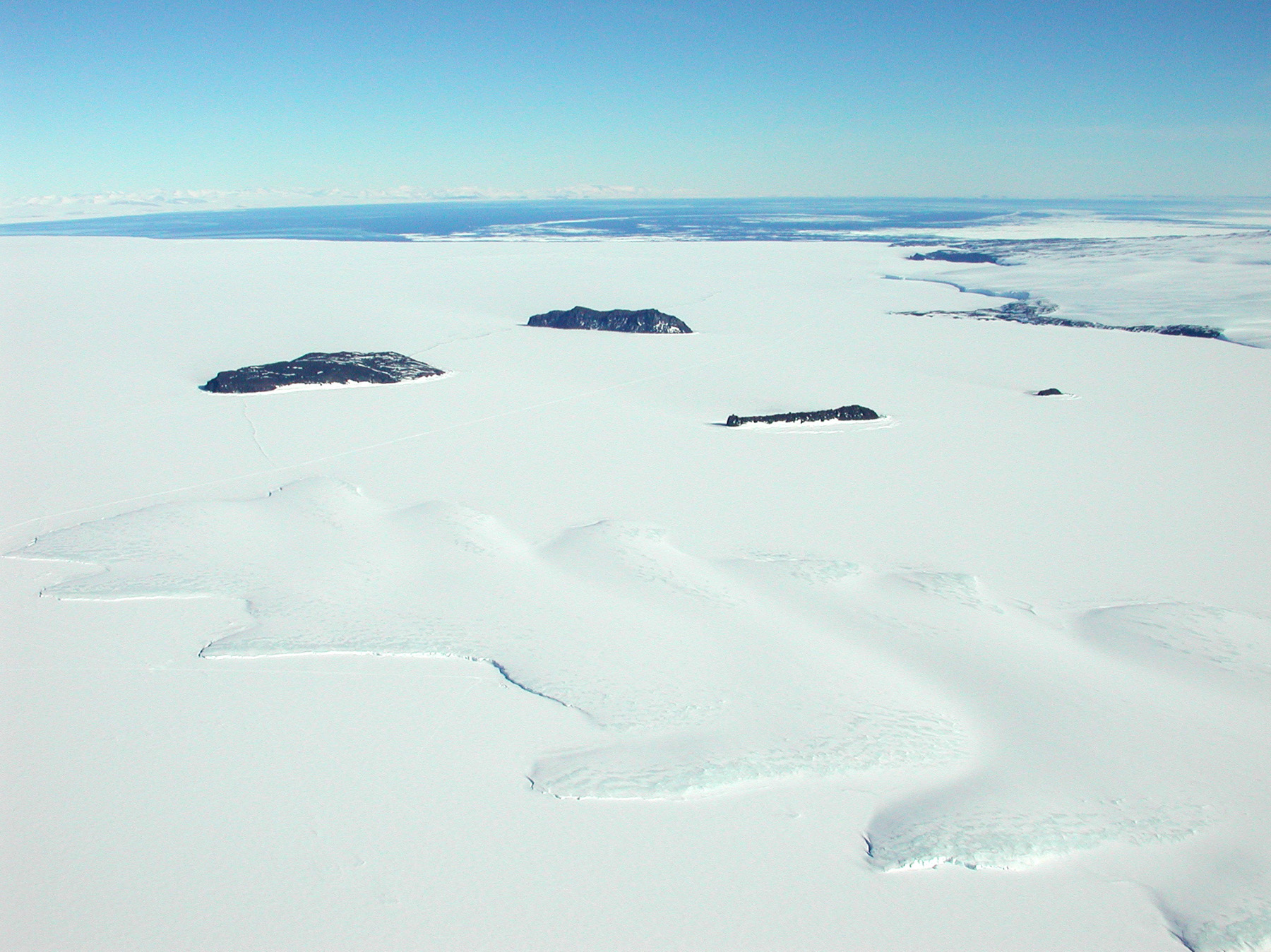
Aguas heladas de la bahía Erebus, en el estrecho de McMurdo, donde Mackintosh y Hayward desaparecieron en mayo de 1916. Las islas Delbridge, donde fueron buscados durante el verano siguiente, son claramente visibles.

Las ignominiosas circunstancias de la muerte de Mackintosh, parece que justifican la impresión de su incompetencia y falta de ímpetu, algo que por lo general aparece en las narraciones históricas sobre la expedición. Esta visión de él, negativa en general, no fue, sin embargo, unánime entre sus compañeros. Alexander Stevens, que había formado parte del equipo del mar de Ross como director científico, dice que vio a Mackintosh "firme y fiable", y cree que sin su incansable labor, el equipo del mar Ross no habría logrado cumplir tantos de sus objetivos. John King Davis, manifestó que admiraba la dedicación de Mackintosh, y calificó el viaje para la colocación de depósitos como un "magnífico logro".
Shackleton fue equívoco. En su relato South reconoce que Mackintosh y sus hombres lograron su objetivo, elogia las cualidades de resistencia y autosacrificio de todo el equipo, y afirma que Mackintosh murió por su país. Por otra parte, en una carta a casa fue muy crítico: "Mackintosh parece que no tiene ni idea de lo que es la disciplina ni la organización ...". Shackleton, sin embargo, donó una parte del dinero recaudado en una breve gira de conferencias por Nueva Zelanda a la familia de Mackintosh.
Mackintosh tenía dos hijas, la segunda nació mientras se encontraba en Australia preparando el viaje del Aurora. En marzo de 1916, durante el viaje de regreso de la gran barrera y creyendo que iba a morir, escribió un conmovedor mensaje de despedida, con recuerdos para el capitán Scott. El mensaje concluye: "Si es la voluntad de Dios, debemos entregar nuestras vidas de la manera que es tradición entre los británicos, con honor. Adiós, amigos. Estoy seguro de que mi querida esposa e hijos no se verán desprotegidos". Gladys Mackintosh finalmente se casó en 1923 con Joseph Stenhouse, primer oficial del Aurora y luego su capitán.
Mackintosh, que había recibido la Medalla Polar de plata por su trabajo durante la Expedición Nimrod, fue honrado dándole su nombre al Monte Mackintosh en 74°20′S 162°15′E / -74.333, 162.250.